# Tentacles of the North
Tentacles of the North è un film del 1926, diretto da Louis Chaudet, basato sul racconto In the Tentacles of the North di James Oliver Curwood.

## Trama
Dopo diciotto mesi nel mare artico a bordo di una baleniera, e con la prospettiva di passarne altri otto, nell'inverno glaciale, poiché la banchisa, quell'anno, si è rinchiusa prima del previsto attanagliando lo scafo dell'imbarcazione, quella che era partita come un'allegra spedizione sportiva si trasforma in un incubo. La ciurma si ammutina, e l'arpionista Dan Blake, per quanto in conflitto anche con l'equipaggio, uccide il capitano Van Horn, organizzatore dell'avventura. A bordo c'è anche il tenente Francis Wainfield, della marina statunitense, che si era unito in qualità di osservatore. Blake gli propone di spartire i futuri proventi (in realtà appartenenti al capitano assassinato) derivati dalla gran quantità di fanoni e olio di balena che la stiva conserva, ma Francis, da persona onesta, rifiuta, e – anche perché ha avvistato poco tempo prima dei cacciatori eschimesi, unendosi ai quali avrebbe avuto maggiori possibilità di sopravvivere l'inverno artico – lascia la nave.
Non raggiungerà gli eschimesi, ma finirà la sua corsa accasciandosi, stremato, nei pressi dello scafo di un'altra imbarcazione, il Fortune, ugualmente bloccata dal pack. A trarlo in salvo è una donna, l'unica sopravvissuta fra coloro che occupavano la nave. La giovane è confusa, disturbata, incapace di ricordare il passato. Con l'aiuto dei diari che la donna aveva tenuto, col tempo Francis riesce a ricostruire, a pezzi e bocconi, qualche frammento della sua disgraziata avventura: il suo nome è Rao, figlia del capitano Henry Brown che comandava la spedizione, e che ad un certo punto, dopo una battuta di caccia, non è più rientrato sull'imbarcazione; un'epidemia aveva sterminato l'equipaggio, ad eccezione di un individuo che Rao associa ad oscuri ricordi di dolore ed abiezione, ma del quale non è possibile appurare nulla di più.
Le circostanze seguenti fanno sì che Blake e la sua ciurma, Francis e Rao (che si erano persi di vista), indipendentemente gli uni dagli altri, si mettano in contatto con gli Inuit presenti nella zona, che li rifocillano e li muniscono di alcune mute di cani. Blake ha attirato sulla nave da lui usurpata – e non proprio a scopi umanitari - Rao e altre donne inuit. Francis la raggiunge. Ne segue una rissa, nel corso della quale il classico fortuito colpo in testa ricevuto da Rao la rimette in possesso delle sue piene facoltà mentali. La donna e Francis decidono di armare una slitta e, dopo essere passati dal Fortune per caricare vettovaglie, di tentare la fortuna e farsi strada verso lo Yukon.
Blake si rende conto che Francis è in possesso dei documenti che indicano nel capitano Van Horn il reale proprietario dei beni stivati nella baleniera, e, con il resto dell'equipaggio ribelle, insegue la coppia per carpirglieli. Quando Reo e Francis scorgono Blake e i suoi uomini avvicinarsi al Fortune, cospargono l'imbarcazione di polvere pirica e materiale esplosivo, poi si allontanano. Blake e i suoi penetrano nella nave, qualcuno di loro accende un fiammifero per fumare, e la terribile esplosione si verifica.
Francis e Reo sono a letto nella loro camera sulla terraferma. Francis è scoperto, e ha i piedi ghiacciati. Reo lo ricopre e gli toglie dalle mani il libro che stava leggendo mentre si addormentava: è Tentacles of the North.

## Distribuzione
Distribuito dalla Rayart Pictures, il film è uscito nelle sale cinematografiche statunitensi il 25 novembre del 1926.
Il film è stato edito dalla Grapevine Video in VHS nel 1998 e in DVD (standard NTSC) nel 2007, ottenuto da una pellicola positiva 35mm in nitrato variamente virata, e corredato di colonna sonora.